# Cyclophora unilinearia
Cyclophora unilinearia är en fjärilsart som beskrevs av Georg Ludwig Scharfenberg 1805. Cyclophora unilinearia ingår i släktet Cyclophora och familjen mätare. Inga underarter finns listade i Catalogue of Life.